# Metrópole de Gótia
A Metrópole de Gótia (também "de Gótia e Caffa"), também conhecida como Eparquia de Gótia ou Metrópole de Doros, foi uma eparquia metropolitana do Patriarcado de Constantinopla na Idade Média.
A metrópole de Doros, do séc. IX, estava centrado na Crimeia, mas parece ter tido eparquias mais distantes, até a costa do Mar Cáspio, mas provavelmente tiveram vida curta, pois os cazares se converteram ao judaísmo. Do séc. XIII até a conquista otomana em 1475, a metrópole de Gótia estava dentro do Principado de Teodoro (conhecido em grego como Γοτθία, Gótia). Em 1779, ela foi transferida para a Igreja Ortodoxa Russa e desestabelecida alguns anos depois.

## Bispos e metropolitas
- Teófilo (fl. 325) - Primeiro bispo dos godos;[2]
- Unila (falecido em 404);[2]
- Sem nome (fl. c. 404);[2]
- Sem nome (fl. 548);[2]
- Sem nome (fl. 753–54);
- João (c.755-791) - Metropolita de Doros;
- Sem nome (fl. 1066–1067);
- Constantino (fl. 1147);
- João (falecido em 1166);
- Constantino (fl. 1166–1170);
- Arsênio (séc. XIII);
- Sofrônio (fl. 1292);
- Teodósio (fl. 1385);
- Antônio (1386–1389);
- João Holobolo (n. 1399, falecido em 1410);
- Damiano (fl. 1427);
- Constâncio (fl. 1587);
- Serafim (fl. 1635);
- ântimo (1639-1652);
- Daniel (1625);
- Davi (1652–1673);
- Metódio (fl. 1673);
- Neófito (fl. 1680);
- Macário (fl. 1707);
- Partênio (fl. 1710–1721);
- Gedeão (fl. 1725–1769);
- Inácio (1771-1786).